# The Real Cancun
The Real Cancun è un documentario del 2003 diretto da Rick de Oliveira.
Ispirato allo stile dei reality show, il film segue le vite di sei americani dal 13 marzo al 23 marzo 2003 durante i festeggiamenti dello Spring break a Cancún in Messico.

## Critica
Il film ha ricevuto durante l'edizione dei Razzie Awards 2003 due nomination come Peggior film e Peggior pretesto per un film attuale.